# Cửu Lưu thập gia
Cửu Lưu thập gia (chữ Hán: 九流十家) là các trường phái học thuật chủ yếu trong thời kì Chiến Quốc ở Trung Quốc. Các trường phái này bao gồm:
1. Nho gia
2. Đạo gia
3. Âm Dương gia
4. Pháp gia
5. Danh gia
6. Mặc gia
7. Tung Hoành gia
8. Tạp gia
9. Nông gia
10. Binh gia

Riêng chín trường phái đầu được gọi chung là Cửu Lưu.